# Plantago alpina
La piantaggine alpina (Plantago alpina L., 1753) è una pianta erbacea perenne della famiglia delle Plantaginaceae

## Etimologia
Il nome generico (Plantago) deriva dalla parola latina "planta" che significa "pianta del piede" e fa riferimento alle piatte foglie basali di questa pianta simili a "piante di un piede". L'epiteto specifico (alpina = regione montana) indica l'origine (o l'habitat preferito) della pianta.
Il nome scientifico della specie è stato definito da Linneo (1707 – 1778), conosciuto anche come Carl von Linné, biologo e scrittore svedese considerato il padre della moderna classificazione scientifica degli organismi viventi, nella pubblicazione "Species Plantarum - 1: 114" del 1753.

## Descrizione

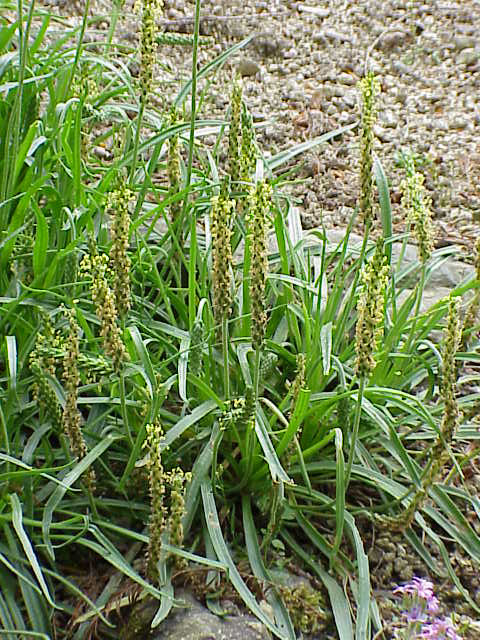
Il portamento

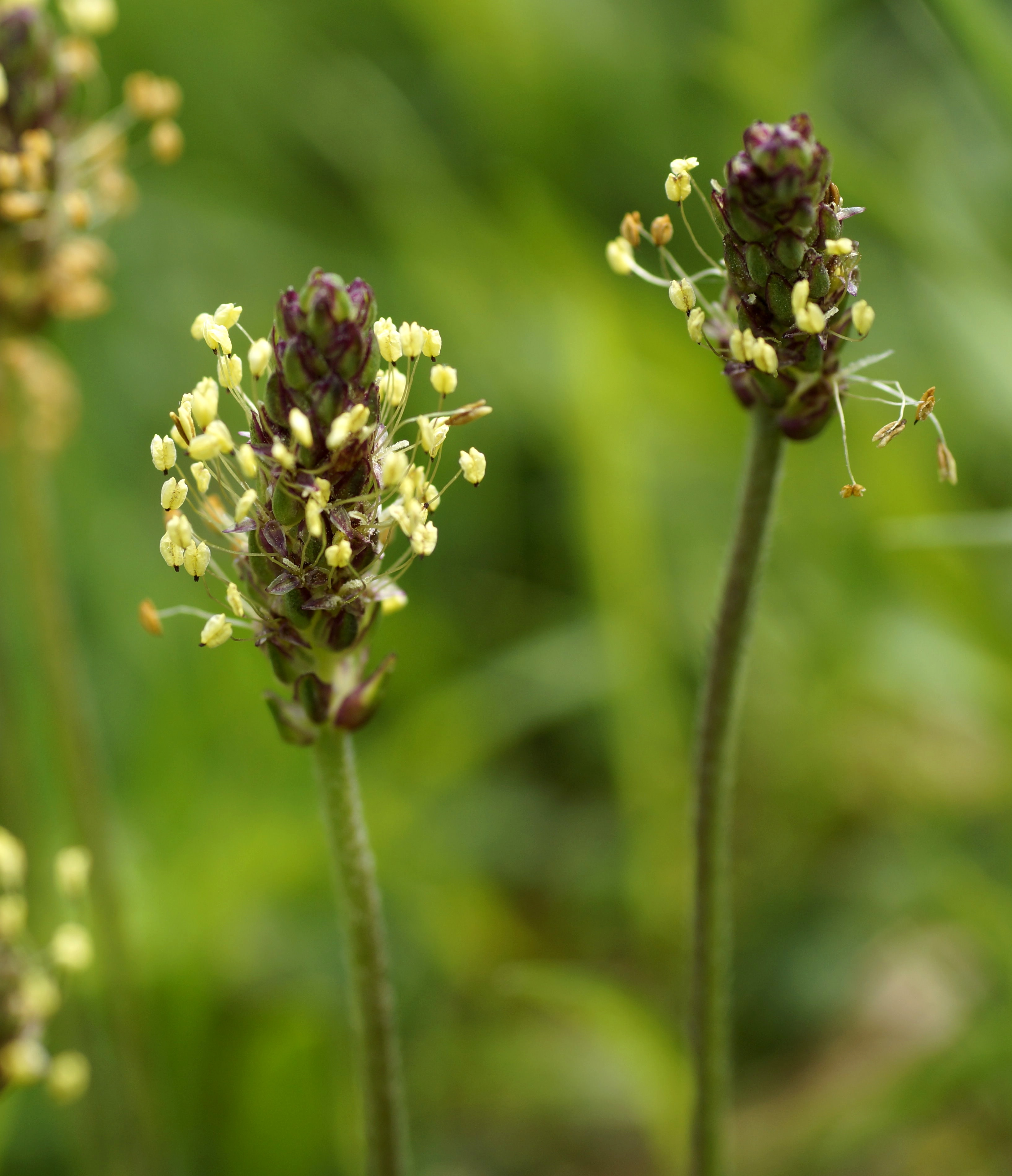
I fiori

Le piante di questa voce hanno una altezza variabile da 5 a 12 cm. La forma biologica è emicriptofita rosulata (H ros), ossia in generale sono piante erbacee, a ciclo biologico perenne, con gemme svernanti al livello del suolo e protette dalla lettiera o dalla neve e hanno le foglie disposte a formare una rosetta basale. Sono piante proterogine (gli ovuli maturano prima del polline per evitare l'autofecondazione in quanto sono piante soprattutto anemogame). Possono essere presenti le seguenti sostanze chimiche: glicosidi fenolici, saponine triterpenoidi, flavonoidi e altre sostanze. La pubescenza è formata da peli semplici.

### Radici
Le radici sono secondarie e numerose da un corto rizoma; quest'ultimo può essere anche legnoso. 

### Fusto
La parte aerea della pianta consiste in uno o più assi fiorali (= scapi) allungati, ascendenti e privi di foglie. La base a volte è legnosa.

### Foglie
Le foglie sono tutte in rosetta basale con disposizione spiralata. La forma è strettamente lineare con bordi interi e paralleli fin quasi all'apice che improvvisamente termina in punta. La pagina fogliare è piana, glabra ed ha una evidente venatura centrale e altre due laterali (nelle foglie più grandi). Alla base sono presenti delle guaine ristrette. Possono inoltre essere presenti 4 coppie di piccoli denti. Le stipole sono assenti. Dimensioni delle foglie: larghezza 2 – 5 mm; lunghezza 2 – 6 cm.

### Infiorescenza
Le infiorescenze sono delle spighe con forme cilindriche. I fiori, riuniti in gran numero, sono sessili, piccoli e ridotti in ogni elemento. Ogni spiga è sorretta da uno scapo (= peduncolo) robusto ed eretto. Nell'infiorescenza sono presenti delle brattee lanceolato-acuminate che avvolgono il calice colorate posteriormente di rosso porpora o violetto. Lunghezza delle infiorescenze: 1 – 3 cm. Lunghezza delle brattee: massimo 3 mm.

### Fiore
I fiori sono ermafroditi, attinomorfi, tetrameri (4-ciclici), ossia con quattro verticilli (calice – corolla - androceo – gineceo) e tetrameri (4-meri: la corolla e il calice sono più o meno a 4 parti).
- Formula fiorale:

X oppure *, K (4-5), [C (2+3) oppure (4), A 2+2 oppure 2] G (2), (supero), capsula.
- Calice:  il calice formato da 4 sepali è gamosepalo e attinomorfo a forma di tubo terminante con 4 denti (la parte terminale dei quattro sepali); la superficie è glabra o cigliata. I sepali possono essere leggermente riuniti 2 a 2. Quelli dorsali sono carenati (ma non sono alati). Il calice inoltre è persistente.
- Corolla:  la corolla formata da 4 petali è gamopetala e attinomorfa (in realtà i petali da 5 sono diventati 4 per fusione dei due petali superiori). La consistenza è membranosa (o scariosa) ed ha un tubo allungato terminante con 4 lobi patenti. La corolla ha il tubo peloso e i lobi glabri. Il colore è bianco (o giallastro). Dimensione dei lobi della corolla: larghezza 1,2 mm; lunghezza 2,0 mm.
- Androceo: gli stami sono 4 didinami e epipetali (adnati all'interno della corolla) con disposizione alternata rispetto ai petali; la loro lunghezza supera quella della corolla. I filamenti sono colorati di marrone. Le antere sono grosse a due logge con base debolmente sagittata (le sacche polliniche sono divergenti) e deiscenza longitudinale. Il colore delle antere è giallo. I grani pollinici sono tricolporati. Lunghezza delle antere: 2,5 - 2,7 mm.
- Gineceo: l'ovario è supero formato da due carpelli saldati (ovario biloculare; ma possono essere presenti da 1 fino a 4 loculi). In ogni loculo si trova uno o più ovuli a placentazione assile (se il loculo è uno solo, allora la placentazione può essere libera, centrale o basale). Gli ovuli hanno un solo tegumento e sono tenuinucellati (con la nocella, stadio primordiale dell'ovulo, ridotta a poche cellule).[13] Lo stilo è unico, filiforme con uno stigma cilindrico o usualmente bilobo (a volte lo stigma è piumoso). Il disco nettario è assente (l'impollinazione è soprattutto anemogama).
- Fioritura: da (maggio) luglio a agosto.

### Frutti
I frutti sono delle capsule da ovoidi a ellissoidi con deiscenza trasversale (opercolata, ossia con coperchio) in parte nascoste dai sepali persistenti. I semi sono numerosi (da 6 a 30) e con la faccia interna piana; il colore è giallastro-marrone. I cotiledoni sono paralleli al lato ventrale.

## Riproduzione
- Impollinazione: l'impollinazione avviene in parte tramite insetti (impollinazione entomogama), ma soprattutto tramite il vento (impollinazione anemogama).[8]
- Riproduzione: la fecondazione avviene fondamentalmente tramite l'impollinazione dei fiori (vedi sopra).
- Dispersione: i semi cadendo a terra (dopo essere stati trasportati per alcuni metri dal vento – disseminazione anemocora) sono successivamente dispersi soprattutto da insetti tipo formiche (disseminazione mirmecoria), ma anche da uccelli.[9]

## Distribuzione e habitat

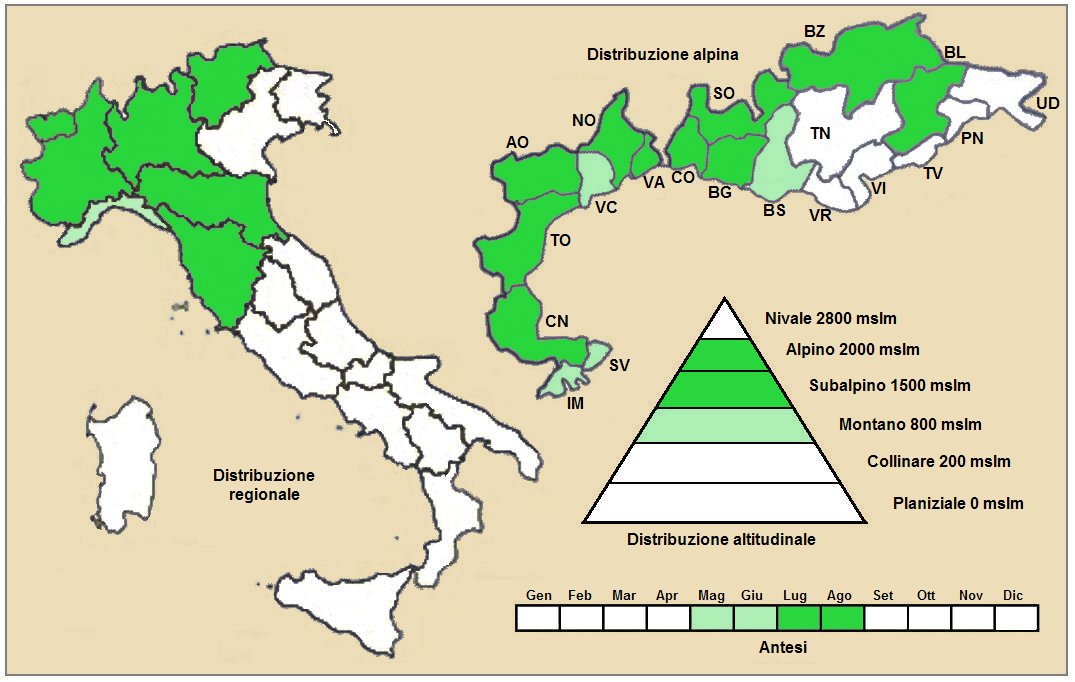
Distribuzione della pianta
(Distribuzione regionale – Distribuzione alpina)

- Geoelemento: il tipo corologico (area di origine) è Orofita - Ovest Alpico/Pirenaico o anche Orofita - Sud Europeo.
- Distribuzione: in Italia questa specie è comune e si trova al Nord-Ovest soprattutto sull'arco alpino. Fuori dall'Italia, sempre nelle Alpi, questa specie si trova in Francia (dipartimenti di Alpes-de-Haute-Provence, Hautes-Alpes, Alpes-Maritimes, Drôme, Isère, Savoia e Alta Savoia), in Svizzera (cantoni Berna, Vallese, Ticino, Grigioni) e in Austria (Länder del Vorarlberg, Tirolo Settentrionale e Salisburgo). Sugli altri rilievi europei collegati alle Alpi si trova nella Foresta Nera, Vosgi, Massiccio del Giura, Massiccio Centrale e Pirenei.[15]
- Habitat: l'habitat tipico per questa pianta sono i pascoli alpini lungamente innevati soprattutto su calcescisti. Il substrato preferito è calcareo ma anche calcareo/siliceo con pH acido, bassi valori nutrizionali del terreno che deve essere mediamente umido.[15]
- Distribuzione altitudinale: sui rilievi queste piante si possono trovare da 1500 a 2500 m s.l.m. (raramente da 1000 fino a 3000  m s.l.m.); frequentano quindi i seguenti piani vegetazionali: subalpino, alpino e in parte quello montano.

### Fitosociologia
Dal punto di vista fitosociologico Plantago alpina appartiene alla seguente comunità vegetale:
Formazione: delle comunità delle praterie rase dei piani subalpino e alpino con dominanza di emicriptofite.
Classe: Juncetea trifidi
Ordine: Caricetalia curvulae
Alleanza: Nardion strictae

## Tassonomia
La famiglia di appartenenza della specie (Plantaginaceae) comprende 113 generi e 1800 specie (114 generi e 2100 specie o anche 90 generi e 1900 specie secondo altre fonti) ha una distribuzione più o meno cosmopolita ma con molti taxa distribuiti soprattutto nelle zone temperate e nell'areale mediterraneo. Il genere Plantago si compone di oltre 250 specie una trentina delle quali sono presenti nella flora spontanea italiana. All'interno della famiglia Plantaginaceae il genere è descritto nella tribù Plantagineae.
Il genere Plantago è suddiviso in 4 sottogeneri (subg. Plantago; subg. Coronopus (Lam. & DC.) Rahn; subg. Psyllium (Juss.) Harms; subg. Bougueria (Decne) Rahn & Reiche). La specie di questa voce è descritta all'interno del sottogenere Plantago sect. Coronopus insieme ad altre specie come Plantago coronopus L., Plantago subulata L. e Plantago maritima L..
Il numero cromosomico di P. alpina è: 2n = 12.

### Sinonimi
Questa entità ha avuto nel tempo diverse nomenclature. L'elenco seguente indica alcuni tra i sinonimi più frequenti:
- Arnoglossum alpinum  (L.) Gray
- Plantaginella alpina  (L.) Fourr.
- Plantago alpina subsp. penyalarensis  (Pau) Rivas Mart.
- Plantago maritima subsp. alpina  (L.) O. Bolòs & Vigo
- Plantago penyalarensis Pau

### Specie simili
Le specie del genere Plantago sono difficili da distinguere una dall'altra. La seguente tabella evidenzia i caratteri più significativi delle due specie più simili a quella di questa voce:
- Plantago maritima: le foglie sono glabre con bordo liscio e con forme progressivamente assottigliate all'apice; la base delle foglie è allargata in una guaina a consistenza membranosa con forme triangolari.
- Plantago alpina: le foglie sono glabre con bordo liscio e parallelo fin quasi all'apice; le foglie sono quasi prive della guaina.
- Plantago subulata: le foglie sono irsute con bordo setoloso.

Le tre specie sopra descritte hanno in comune le foglie tutte basali a disposizione spiralata (gli scapi fioriferi sono privi di foglie), i sepali dorsali del calice carenati ma non alati, la corolla con il tubo peloso e i lobi glabri e la faccia interna dei semi piana.

## Altre notizie
La piantaggine delle Alpi in altre lingue è chiamata nei seguenti modi:
- (DE)  Alpen-Wegerich
- (FR)  Plantain des Alpes
- (EN)  Alpine Plantain